# Regering-István Tisza II

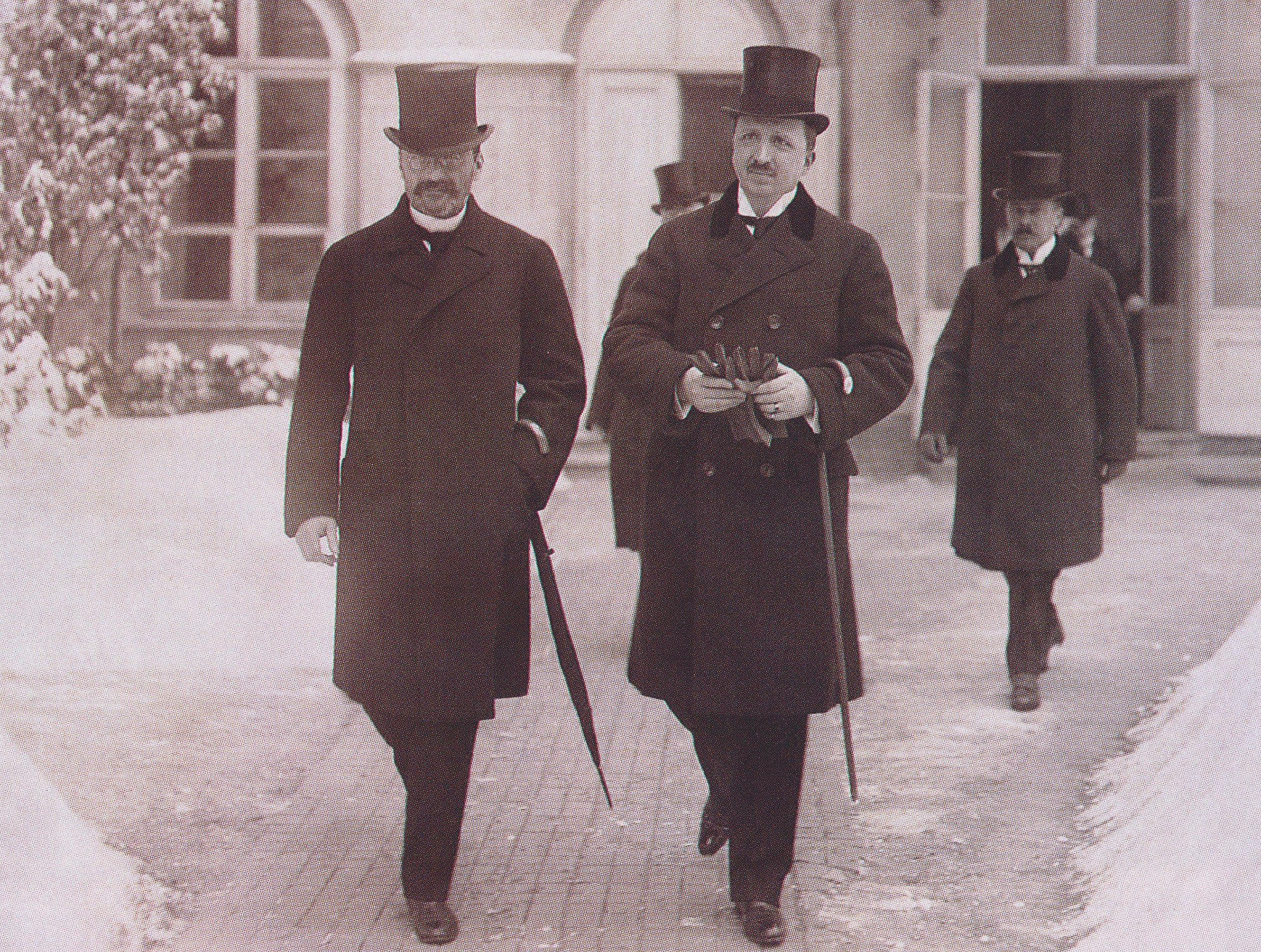
Graaf István Tisza (links)

De regering-István Tisza II was de regering onder leiding van graaf Tisza die Hongarije bestuurde van 1913 tot 1917. Het was onder deze regering dat Hongarije de Eerste Wereldoorlog inging.

## Geschiedenis
Tisza werd premier in een internationaal zeer onrustige tijd. Hij stelde István Burián aan als minister naast de Koning (buitenlandminister), die het prestige van de monarchie wilde opkrikken en vrede wilde bewerkstelligen met de hulp van de Verenigde Staten. Hij slaagde hier echter niet in.

### Persvrijheid
Naar West-Europees voorbeeld maakte de regering voor het eerst laster, smaad en angst zaaien strafbaar, waardoor journalisten en kranten moesten opdraaien voor de compensaties aan de slachtoffers. Dit werd door de pers als een ernstige inbreuk op de persvrijheid en vrije meningsuiting beschouwd.

### Servië
Nog voor de moord op aartshertog Frans Ferdinand bepleitte Tisza een stevig optreden tegen Servië, maar na de aanslag was hij tegen een mogelijke oorlog gekant. Hij verleende slechts zijn goedkeuring voor de oorlog omdat hij vreesde dat het verlies van bondgenoot Duitsland ook het verlies van Zevenburgen zou betekenen.
Tijdens de oorlog zwol de roep om hervormingen aan, zoals het algemeen stemrecht. De eerder reactionaire Tisza was fel tegen hervormingen gekant, en verloor gaandeweg steun. Op 23 mei bood hij uiteindelijk zelf zijn ontslag en dat van zijn regering aan aan koning Karel IV van Hongarije.

## Samenstelling
| Functie en bevoegdheden                                     | Naam                      | Termijn                            |  | Partij                          |
| ----------------------------------------------------------- | ------------------------- | ---------------------------------- |  | ------------------------------- |
| Premier                                                     | István Tisza              | 10 juni 1913 – 15 juni 1917        |  | Nationale Arbeidspartij         |
| Minister van Binnenlandse Zaken                             | János Sándor              | 10 juni 1913 – 15 juni 1917        |  | Nationale Arbeidspartij         |
| Minister van Financiën                                      | János Teleszky            | 10 juni 1913 – 15 juni 1917        |  | Nationale Arbeidspartij         |
| Minister van Justitie                                       | Jenő Balogh               | 10 juni 1913 – 15 juni 1917        |  | Nationale Arbeidspartij         |
| Minister van Defensie                                       | Samu Hazai                | 10 juni 1913 – 19 februari 1917    |  | Nationale Arbeidspartij         |
| Minister van Defensie                                       | Sándor Szurmay            | 19 februari 1917 – 15 juni 1917    |  | partijloos                      |
| Minister naast de Koning                                    | István Burián             | 10 juni 1913 – 13 januari 1915     |  | partijloos                      |
| Minister naast de Koning                                    | István Tisza (waarnemend) | 13 januari 1915 – 29 mei 1915      |  | Nationale Arbeidspartij         |
| Minister naast de Koning                                    | Ervin Roszner             | 29 mei 1915 – 15 juni 1917         |  | Nationale Arbeidspartij         |
| Minister van Godsdienst en Onderwijs                        | Béla Jankovich            | 10 juni 1913 – 15 juni 1917        |  | Nationale Arbeidspartij         |
| Minister van Landbouw                                       | Imre Ghillány             | 10 juni 1913 – 15 juni 1917        |  | Nationale Arbeidspartij         |
| Minister van Handel                                         | László Beöthy             | 10 juni 1913 – 13 juli 1913        |  | Nationale Arbeidspartij         |
| Minister van Handel                                         | János Harkányi            | 13 juli 1913 – 15 juni 1917        |  | Nationale Arbeidspartij         |
| Minister van Kroatisch-Slavoons-Dalmatische Aangelegenheden | István Tisza (waarnemend) | 10 juni 1913 – 21 juli 1913        |  | Nationale Arbeidspartij         |
| Minister van Kroatisch-Slavoons-Dalmatische Aangelegenheden | Teodor Pejačević          | 21 juli 1913 – 16 januari 1916     |  |                                 |
| Minister van Kroatisch-Slavoons-Dalmatische Aangelegenheden | István Tisza (waarnemend) | 22 augustus 1914 – 16 januari 1916 |  | Nationale Arbeidspartij         |
| Minister van Kroatisch-Slavoons-Dalmatische Aangelegenheden | Imre Hideghéthy           | 16 januari 1916 – 15 juni 1917     |  | Kroatische Unionistische Partij |